# Christoph Keyling
Christoph Keyling (auch Keilung und Keuling; latinisiert: Christophorus Keiling; * 23. Juli 1599 in Eisleben; † 3. Juni 1666 ebenda) war ein deutscher Mediziner.

## Leben
Christoph Keyling war der Sohn des Eislebener Handelsmanns Georg Keuling dem Älteren. Nach dem Besuch des Gymnasiums Eisleben, unter Rektor Albert Grauer, und der Landesschule Pforta, unter Rektor Justin Bertuch, wandte er sich 1620 zum Studium der Philosophie an die Universität Leipzig, wechselte jedoch kurze Zeit nach dem Bezug der Universität an die medizinische Fakultät. Dort studierte er bis 1624, wechselte dann für jeweils ein Jahr an die Universitäten Wittenberg (1624/25) und Jena (1625/26), bevor er 1625 eine längere Studienreise durch Italien antrat und am 17. Mai 1629 seinen Doktorgrad an der Universität Padua erhielt. 1630 kehrte er in seine Heimat zurück und bereiste von 1631 bis 1632 die Niederlande, bevor er 1633 zum Stadtphysicus von Nordhausen berufen wurde, welche Stellung er für fünf Jahre innehatte. Danach wirkte er als Leibarzt von August von Anhalt und den Grafen von Mansfeld und wurde 1639 zum Stadtphysicus (physicus ordinarius) von Eisleben ernannt. Am 28. Juni 1652 wurde er zum Mitglied (Matrikel-Nr. 5) der Academia Naturae Curiosorum, der heutigen Leopoldina, gewählt und erhielt den Beinamen Aeson I. Keyling verstarb am 4. Juni 1666 in Eisleben und wurde daselbst am 7. Juni begraben.